# Kappelkinger

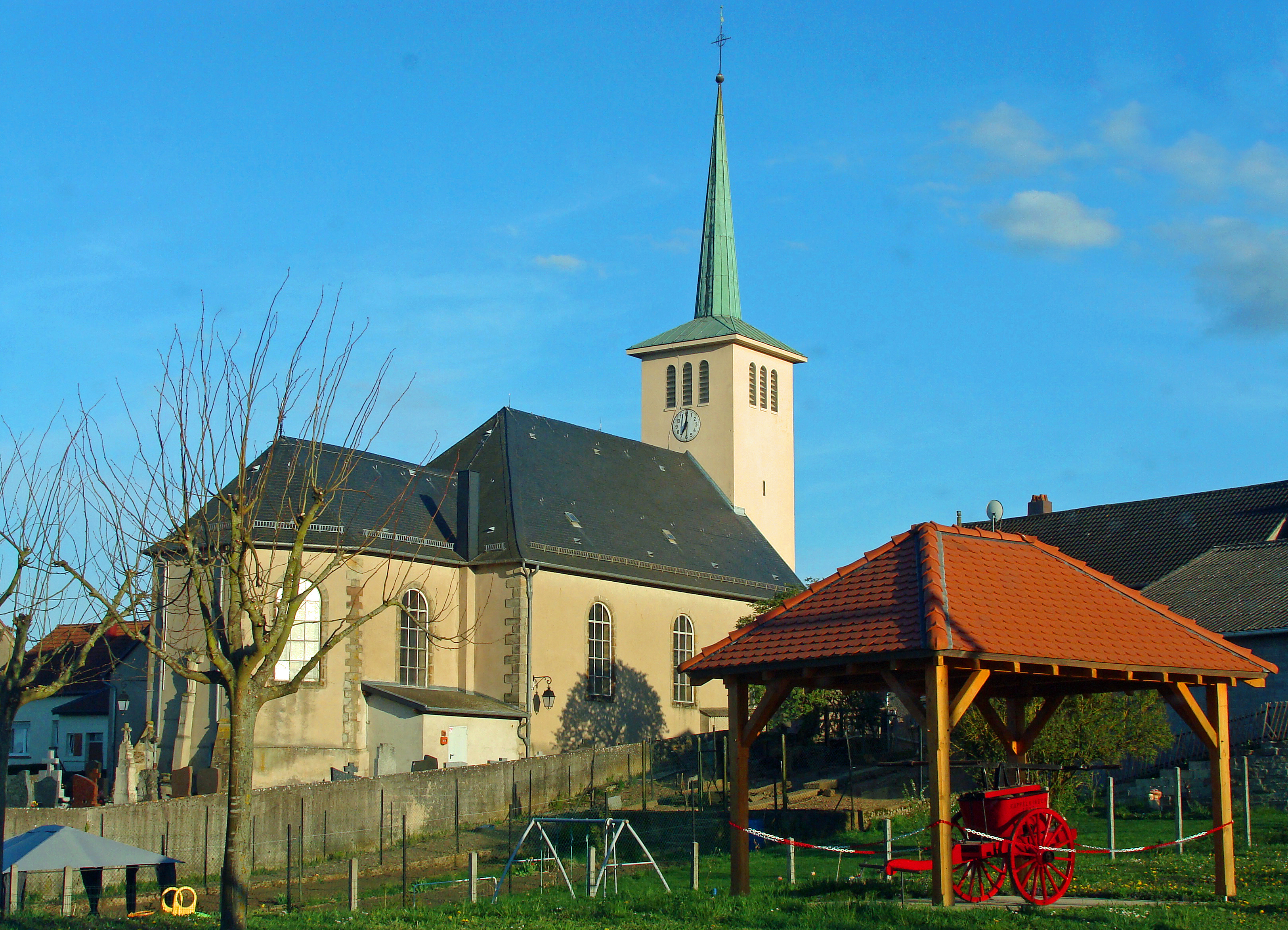
Kerk

Kappelkinger is een gemeente in het Franse departement Moselle (regio Grand Est) en telt 398 inwoners (2005). De plaats maakt deel uit van het arrondissement Sarreguemines.

## Geografie
De oppervlakte van Kappelkinger bedraagt 8,6 km², de bevolkingsdichtheid is 46,3 inwoners per km².
De onderstaande kaart toont de ligging van Kappelkinger met de belangrijkste infrastructuur en aangrenzende gemeenten.

## Demografie
Onderstaande figuur toont het verloop van het inwonertal (bron: INSEE-tellingen).